# Jelena Gennadjewna Kostjutschenko

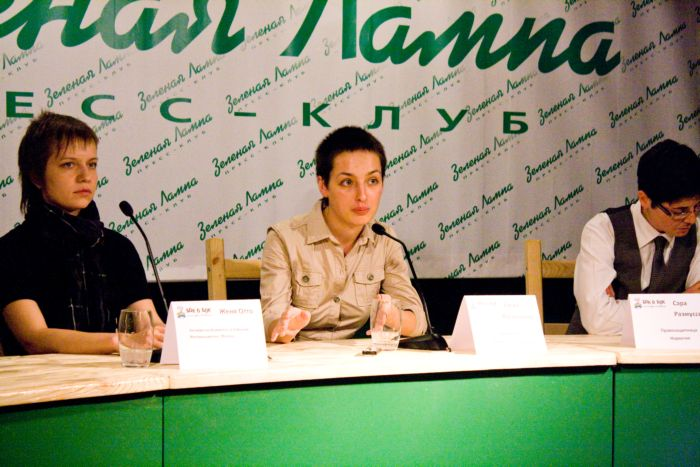
Jelena Kostjutschenko (Mitte) auf dem Filmfestival „Side by Side“ (2011)

Jelena Gennadjewna Kostjutschenko (russisch Елена Геннадьевна Костюченко, Betonung: Jeléna Gennádjewna Kostjutschénko; wiss. Transliteration Elena Gennad'evna Kostjučenko, * 25. September 1987 in Jaroslawl, Sowjetunion) ist eine russische Investigativjournalistin, Korrespondentin der Nowaja gaseta und LGBT-Aktivistin.
Nach Berichten über den Angriffskriegs Russlands in der Ukraine ging sie ins Exil nach Deutschland, wo sie im Oktober 2022 ein mutmaßlichen Giftanschlag überlebte.

## Leben
Elena Kostjutschenko begann bereits in ihrer Schulzeit journalistisch zu arbeiten. Ihre ersten Veröffentlichungen erschienen in der Jaroslawler Regionalzeitung Sewerny Krai. Eigenen Angaben zufolge war sie zu dieser Zeit stark von den Texten Anna Politkowskajas beeinflusst, die maßgeblich zu der Entscheidung beitrugen, ebenfalls für die Nowaja gaseta arbeiten zu wollen.
Im Jahr 2004 zog sie nach Moskau, um sich an der Lomonossow-Universität für ein Journalismus-Studium einzuschreiben. 2005 begann sie als Sonderkorrespondentin für die Nowaja gaseta zu arbeiten. Sie schrieb unter anderem ausführlich über den Massenmord in dem Dorf Kuschtschowskaja und über das Pussy-Riot-Verfahren.
Im Jahr 2008 begann Kostjutschenko eine verdeckte Recherche über die Organisation „Rosa Mira“, jedoch ohne die Redaktion der Nowaja gaseta darüber zu informieren. Die Recherche stand im Zusammenhang mit dem Suizid des Fotomodells Ruslana Korschunowa, die zuvor ein Training der Organisation besucht hatte. Im Laufe ihrer Recherche erkrankte Kostjutschenko an einer schweren Depression und begab sich zur Behandlung in eine psychiatrische Klinik. Das gesammelte Material blieb unveröffentlicht. Im Mai 2019 berichtete Kostjutschenko über diesen Vorfall auf ihrer Facebook-Seite.
Elena Kostjutschenko war die erste Journalistin, die die Informationsblockade hinsichtlich der Ereignissen in Schangaösen am 16. Dezember 2011 durchbrach.

„Diese kleine und zerbrechliche junge Frau Elena Kostjutschenko ist eine extreme Journalistin. Mafiosi aus Kuschtschowka, Schlägereien in Chimki und Straßenprostituierte sind ihre Themen.“

Am 1. September 2015 berichtete Kostjutschenko von einer nicht genehmigten Aktion von sechs Frauen, die Verwandte bei der Geiselnahme von Beslan verloren hatten sowie über ihren Prozess am selben Tag. Sie wurden wegen Ordnungswidrigkeiten schuldig gesprochen. Kostjutschenkos dokumentarisches Theaterstück Nowaja Antigona (deutsch: Die neue Antigone), eine Zusammenstellung aus Fragmenten von Sitzungsprotokollen, eigenen Texten und Auszügen aus Sophokles’ Antigone, wurde 2017 von Jelena Gremina bei театр.doc inszeniert.

### Berichte aus der Ukraine, Exil und möglicher Giftanschlag
Im Zuge der Ausweitung des Russisch-Ukrainischen Kriegs im Februar 2022 reiste Kostjutschenko in die Ukraine. Von dort berichtete sie in mehreren Artikeln unter anderen über die Situation in Odessa, Cherson und Mykolajiw. Nach Warnungen, dass Tschetschenische Einheiten an russischen Checkpoints den Auftrag hätten, sie zu töten, brach sie eine geplante Reise von Saporischschja nach Mariupol ab und verließ die Ukraine.
Elena Kostjutschenko landete schließlich in Berlin, wo sie ab September 2022 für das online Exilmedium Meduza arbeitete.
Am 18. Oktober 2022 wurde Kostjutschenko bei einem Aufenthalt in München vermutlich vergiftet. Sie hatte einen Termin beim Konsulat der Ukraine in München, um ein Visum für weitere Recherchen zu beantragen. Nach einem Mittagessen im Restaurant, wo sie nur den halben Teller aufgegessen hatte, zeigte sie verschiedene Symptome, darunter Kopfschmerzen, Erschöpfung, Kurzatmigkeit und später schwere Bauchschmerzen, Übelkeit, Schwellungen und Schwindel. Da sie die Symptome erst auf eine abklingende Covid-19 Infektion schob, ging sie erst nach 10 Tagen zum Arzt. Die festgestellten starken Leber- und Nierenschäden in Kombination mit ihren Symptomen weisen laut Experten auf eine Vergiftung hin, womöglich durch Chlorkohlenwasserstoffe. Die Giftstoffe konnten zu diesem Zeitpunkt nicht mehr nachgewiesen werden.
Nach dem russischen Überfall auf die Ukraine ging sie ins Exil.

## Aktivitäten in der LGBT-Bewegung
Elena Kostjutschenko ist offen lesbisch. Im Jahr 2011 veröffentlichte sie vor ihrer Teilnahme an der Gay Pride Parade einen Aufruf an die Öffentlichkeit mit dem Titel „Warum ich heute zu einer Gay Pride Parade gehe“, in dem sie sich entschieden gegen Homophobie und Diskriminierung von Schwulen und Lesben aussprach und gleiche Rechte für sexuelle Minderheiten forderte. Ihr diesbezüglicher Post erreichte in den sozialen Netzwerken über 10.000 Kommentare. Am Tag der Aktion, dem 28. Mai 2011, wurde Elena Kostjutschenko von dem russisch-orthodoxen Aktivisten Roman Lisunov angegriffen, der ihr dabei ins Gesicht schlug. Nach diesem Vorfall wurde sie mit Verdacht auf eine Gehirnerschütterung ins Krankenhaus gebracht. Dort wurde jedoch ein Barotrauma diagnostiziert.
In den Jahren 2012–2013 initiierte Elena Kostjutschenko viermal vor den Mauern der Staatsduma Aktionen unter dem Titel Tag der Küsse. Diese Kundgebungen fanden zeitgleich mit den Beratungen des Parlaments zum Gesetzesentwurf über das Verbot „homosexueller Propaganda“ (in abschließender Lesung: „Propaganda nicht-traditioneller sexueller Beziehungen zwischen Minderjährigen“) statt.

## Auszeichnungen
- 2007: 2. Preis des Wettbewerbs „Ступень к успеху“ für junge Journalisten.[21]
- 2013: Gerd Bucerius-Förderpreis Freie Presse Osteuropas der deutschen Zeit-Stiftung und der norwegischen Stiftung Fritt Ord. Nominiert von: Ilja Krieger (Redakteur des Verlages Corpus), der Norwegian Helsinki Comitee und der Rights House Foundation.[22]
- 2013: Свобода-Preis für die Berichterstattung über die Proteste im Gebiet Mangghystau, Kasachstan.[4]
- 2015: Andrei-Sacharow-Preis „За журнализм как поступок“.[23]
- 2015: Achmednabi-Achmednabiew-Preis, 2. Preis – für die Reportage „Сны Беслана“ (deutsch: Die Träume von Beslan).[24]
- 2016: Preis „Профессия журналист“ der Organisation Открытая Россия in der Kategorie „Reportage“ – für die Reportage „Боги болот никого не отпустят“ (deutsch: Die Götter der Sümpfe lassen niemanden gehen).[25]
- Drei monatliche Journalisten-Preise „Редколлегия“:
  - Mai 2017 „für eine Reihe von Artikeln über die Verfolgung und Ermordung von Schwulen in Tschetschenien“ (zusammen mit Irina Gordienko und Elena Milaschina).[26]
  - Dezember 2020: für den Artikel „Ночь, день, ночь“ (deutsch: Nacht, Tag, Nacht) über den Kampf gegen die COVID-19-Epidemie (zusammen mit Yuri Kozyrev).[26]
  - Mai 2021: für den Artikel „Интерна“ (deutsch: Internat) über psycho-neurologische Einrichtungen (mit Yuri Kozyrev).[26]
- 2020: „Камертон“-Preis der Russischen Journalisten-Vereinigung zu Ehren Anna Politkowskajas.[27]
- 2024 Pushkin House Book Preis für ihr Buch "I Love Russia: Reporting from a Lost Country".[28]

## Schriften
- I Love Russia: Reporting from a Lost Country. Penguin, New York 2023, ISBN 978-0-593-65526-9 (englische Übersetzung aus dem Russischen).
- Условно ненужные. Common.place, Moskau 2014, ISBN 978-99970-0110-8 (google.com [PDF; 41,0 MB; abgerufen am 29. Juli 2021]).
- Нам здесь жить. АСТ, Moskau 2015, ISBN 978-5-17-088777-4.